# 六氟化钨
六氟化钨为氟与钨形成的无机化合物，化学式WF6。它是无色、有毒、具腐蚀性的气体，密度约为13 g/L，是空气密度的约11倍，也是密度最大的气体之一。半导体器件制造行业通常用WF6的化学气相沉积来形成钨膜。这一层膜用于低电阻率的金属互联。它是十七种已知的二元六氟化物之一。

## 结构
WF6分子是八面体形的，空间对称群 Oh。它的W–F键长为183.2 pm。 在2.3到17 °C之间，六氟化钨会凝聚成浅黄色液体，密度3.44 g/cm3（15 °C）。在2.3 °C以下时，它会凝固成立方晶系的白色固体，晶格参数628 pm，计算的密度为3.99 g/cm3。在−9 °C以下，六氟化钨晶体会变成正交晶系，晶格参数a = 960.3 pm、b = 871.3 pm和c = 504.4 pm，密度为4.56 g/cm3。在这个相态下，W–F键长为181 pm，平均最接近的分子间距离是312 pm。WF6气体是已知密度最高的气体之一，甚至比氡（9.73 g/L）还高。液态和固态WF6的密度中等。 WF6在-70到17 °C下的蒸汽压可以通过以下方程描述：
log10 P = 4.55569 − 1021.208/ T + 208.45,
其中P = 蒸汽压（巴），T = 温度（°C）。

## 制备
六氟化钨通常是由氟气和钨粉在350至400 °C下直接反应而成的：
W + 3 F2 → WF6
反应产生的气态产物通过蒸馏与常见的杂质WOF4分离。在直接氟化的一种变体中，将金属置于加热的反应器中，略微加压至1.2至2.0 psi（8.3至13.8 kPa），把恒定流量的WF6注入到少量氟气中。
反应中的氟气可以被替换成ClF、ClF
3或BrF
3。另一种制备六氟化钨的方法是三氧化钨（WO3）和HF、 BrF3或SF4的反应。六氟化钨也可以从六氯化钨开始合成：
WCl6 + 6 HF → WF6 + 6 HCl
WCl6 + 2 AsF3 → WF6 + 2 AsCl3
WCl6 + 3 SbF5 → WF6 + 3 SbF3Cl2

## 反应
六氟化钨会和水反应，形成氢氟酸（HF）和钨的氟氧化物，最终形成三氧化钨：
WF6 + 3 H2O → WO3 + 6 HF
WF6并不是一种有用的氟化剂，也不是强氧化剂。它可以被还原成黄色的WF4。

## 应用
六氟化钨主要应用于半导体工业的化学气相沉积工艺中，以沉积钨金属。1980年代和1990年代该行业的扩张导致WF6的消费量增加，全球每年的消费量仍保持在200吨左右。钨金属因其相对较高的热稳定性和化学稳定性，以及低电阻（5.6 µΩ·cm）和电迁移而具有吸引力。由于WF6有较高的蒸气压，导致较高的沉积速率，因此优于如WCl6或WBr6的相关化合物。自1967年以来已经开发并采用了两条WF6的沉积路线，即热分解和用氢气还原。这个工艺需要的WF6气体纯度很高。根据应用的不同，六氟化钨需要的纯度在99.98%和99.9995%之间变化。
在化学气相沉积中，WF6分子需要分解，通常通过与氢气、甲硅烷、甲锗烷、乙硼烷、磷化氢和相关的含氢气体混合促进分解。

### 硅
WF6会和硅基质反应。WF6在硅上的分解反应依赖于温度：
2 WF6 + 3 Si → 2 W + 3 SiF4 （低于400 °C）
WF6 + 3 Si → W + 3 SiF2 （高于400 °C）
这种依赖性至关重要，因为在较高温度下消耗的硅是低温下的两倍。钨的沉积仅选择性地发生在纯硅上，在氧化硅或氮化硅上则不能，因此该反应对污染或基板预处理高度敏感。这条分解反应较快，但当钨层厚度达到10–15微米就饱和了。这是因为钨层阻止了WF6分子扩散到硅基质，而硅是该过程中分子分解的唯一催化剂。
如果分解反应不是在惰性环境，而是在含氧环境中发生，产生的层就会是氧化钨，而不是金属钨。

### 氢气
六氟化钨和氢气的沉积过程在300到800 °C下发生，并产生氟化氢气体：
WF6 + 3 H2 → W + 6 HF
产生的钨层的结晶度可以通过改变WF6/H2混合物的比例和基质温度来控制。低WF6/H2比率和温度可以形成(100)定向的钨微晶，而较高的比例和温度有利于形成(111)定向。这个沉积过程的缺点是会形成具有强腐蚀性的HF蒸气，会腐蚀掉大多数材料。此外，沉积的钨与二氧化硅的粘附性较差，而二氧化硅是半导体电子产品中的主要钝化材料。因此，SiO2在钨沉积之前必须用额外的缓冲层覆盖。另一方面，HF的蚀刻可能有利于去除不需要的杂质层。

### 甲硅烷和甲锗烷
用WF6/SiH4混合物沉积钨的特征是高速、良好的附着力和平整度。它的缺点是可能会爆炸，而且沉积速率和形态对工艺参数（例如混合物比例、基质温度等）高度敏感。因此，甲硅烷通常用于创建薄的钨层。然后将还原剂切换为氢气，这会减慢沉积速度并清理该层。
WF6/GeH4混合物的沉积类似WF6/SiH4，但其中的钨层会有10–15%的锗。这会使钨的电阻从5 µΩ·cm增加到200 µΩ·cm。

## 危险性
六氟化钨是腐蚀性极强的化合物，会攻击任何组织。WF6和湿气反应会产生氢氟酸，所以WF6的储存容器有聚四氟乙烯垫圈。